# Freixo de Espada à Cinta
Freixo de Espada à Cinta es un municipio portugués perteneciente al distrito de Braganza, en la región de Trás-os-Montes (Norte) y la comunidad intermunicipal Duero. La villa cuenta con cerca de 2100 habitantes, mientras que el municipio tiene 3216 (2021), en 244,49 km² de superficie. Está subdividido en 4 freguesias y se encuentra comprendido dentro del parque natural del Duero Internacional.

## Geografía

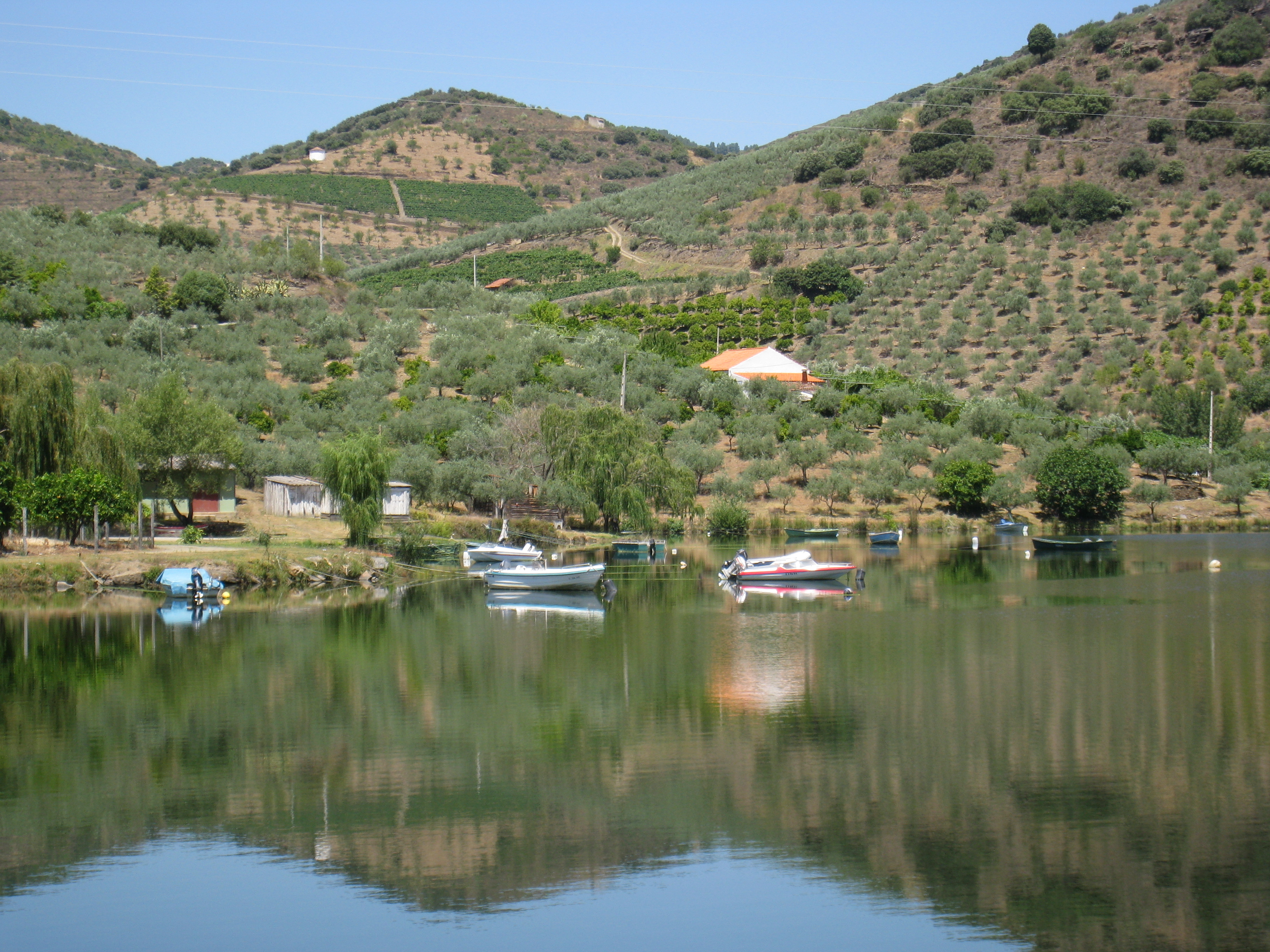
Paraje de la Playa de la Congida.

Todas las freguesias del municipio están bañadas por el río Duero y todas las parroquias forman parte, parcial o totalmente, del parque natural del Duero Internacional.
Tras el Duero, el otro curso fluvial destacable en el municipio es el arroyo de Mós, que nace en Mós y desemboca en el Duero, atravesando las freguesias de Ligares, Poiares y Freixo. El único embalse que existe es el de la presa de Saucelle, explotado por Iberdrola. En sus aguas retenidas se sitúa uno de los lugares de mayor atractivo turístico del municipio, la playa de la Congida, donde se sitúa la piscina municipal y las Moradias do Douro Internacional.
Los altos de Lagoaça, con 884 metros, es el punto más alto del municipio. Otra cima destacada en altura es el Porrinhela con 832 m, perteneciente también al monte Reboredo, en Mazouco.
El término municipal limita al norte con el municipio de Mogadouro, al este y al sur con Vilvestre, en España, al suroeste con los municipios de Figueira de Castelo Rodrigo y Vila Nova de Foz Côa, y al noroeste con Torre de Moncorvo.
| Noroeste: Torre de Moncorvo           | Norte: Mogadouro | Noreste: Mogadouro |
| Oeste: Vila Nova de Foz Côa           |                  | Este: España       |
| Suroeste: Figueira de Castelo Rodrigo | Sur: España      | Sureste: España    |

### Miradores
- Fornos: Miradouro do Carrascalinho.[2]
- Poiares: Miradouro das Alminhas, Miradouro do Assumadouro[2] y Miradouro de Penedo Durão.[2]

## Historia

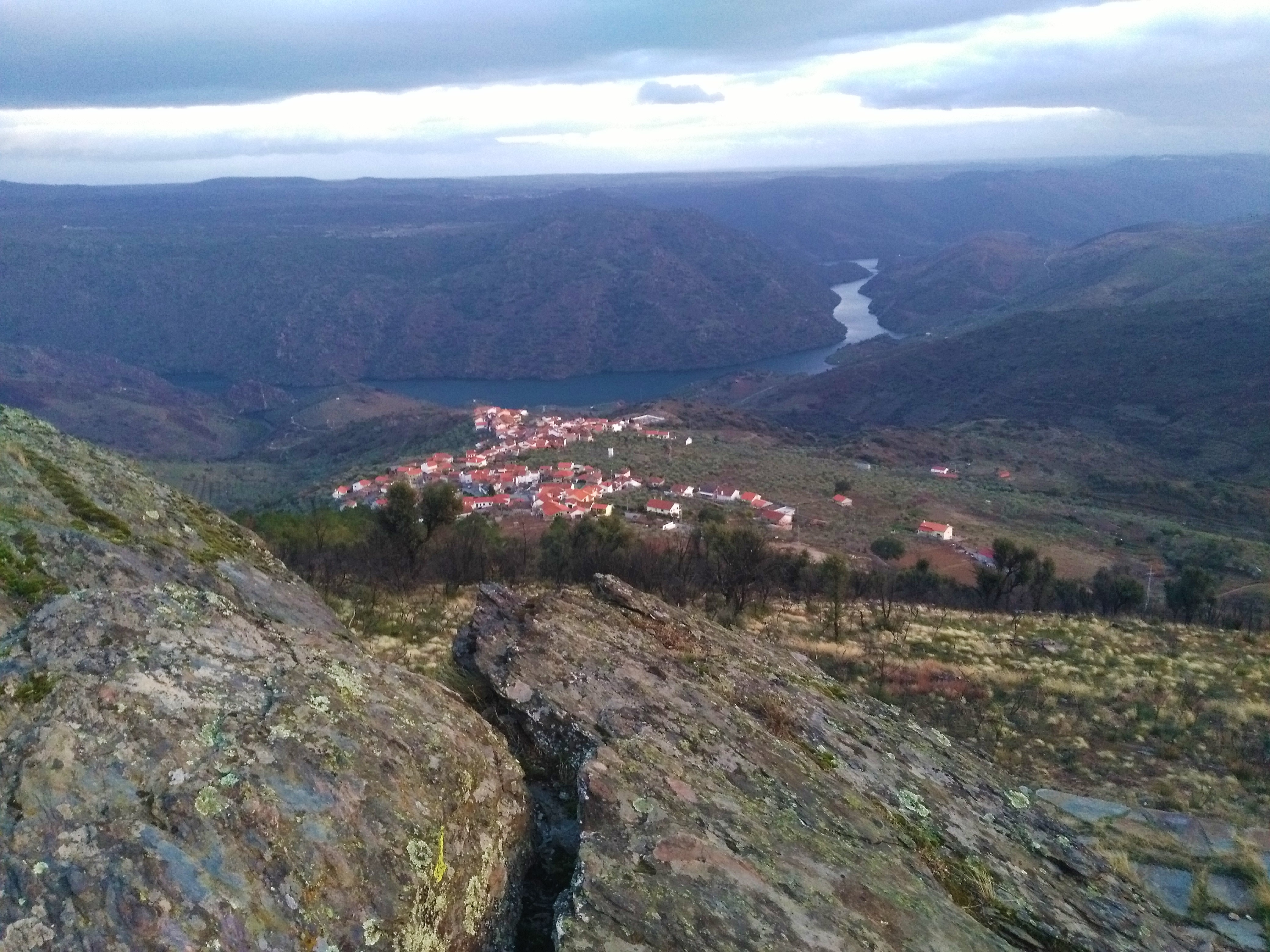
Mazouco.

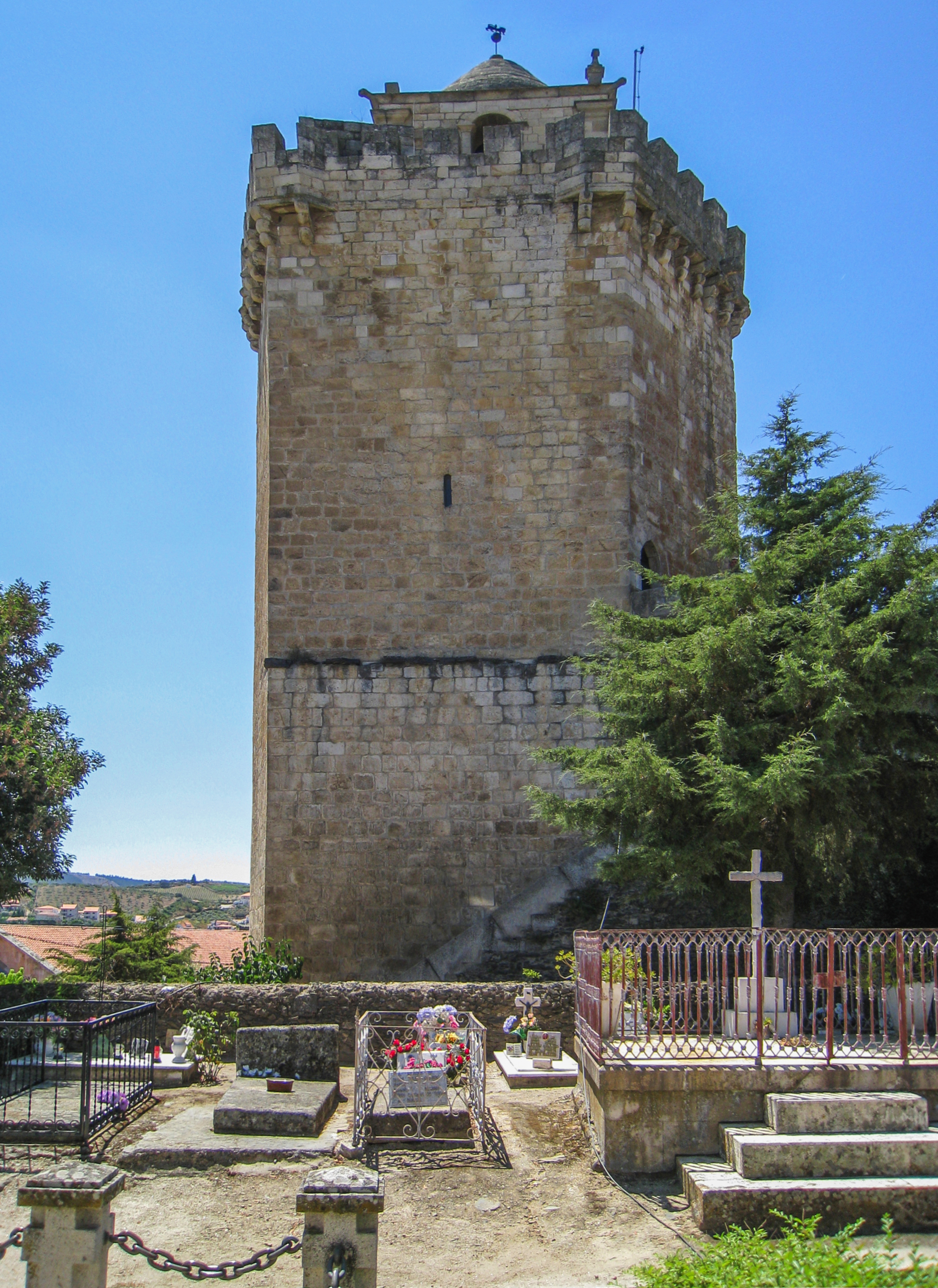
Castillo de Freixo.

Los vestigios históricos más remotos del municipio quedan patentes con el descubrimiento de los grabados ruprestres de la freguesia de Mazouco. El sitio, en la margen derecha del arroyo de Albagueira, a menos de 1800 metros del río Duero, consiste en una pared de esquisto, donde se encuentran dos paneles con arte rupestre. El llamado Caballo de Mazouco, de 62 cm de largo, es uno de ellos. La figura fue grabada por contorno, lo que sugiere cierta dinámica en las patas y cierto rigor descriptivo. Está protegido como Propiedad de Interés Público desde 1983. Es de la misma tipología que los grabados de los sitios de arte rupestre prehistórico del valle del Coa.
El pueblo de Freixo existió en los primeros días de la Independencia de Portugal, marcando la frontera al oeste del río Duero. Por esta razón, con el fin de promover su asentamiento y defensa, Alfonso I, considerado el primer rey de Portugal, le concedió una carta foral desde 1152-1157, confirmada en 1246. Se cree que se remonta a ese periodo tanto la construcción del castillo como el privilegio de "couto" y "homízio" (salvo para los delitos de traición) del que gozaba la localidad, que sería limitado por Juan I, en 1406, a solo tres aldeas del reino, entre las que se encontraba Freixo. 
Las primeras referencias documentales al castillo se refieren a trabajos en curso en 1258. Fue esta defensa primitiva la que fue conquistada, bajo el reinado de Alfonso II de Portugal, por las fuerzas invasoras de Alfonso IX de León, entre los años 1212 y 1213.
El rey Alfonso III concedió una nueva carta foral a la ciudad (1273), que inició una nueva etapa de construcción de fortalecimiento y ampliación de sus defensas. Otra fase importante tuvo lugar bajo Dionisio I, hasta el punto de que el cronista Rui de Pina informó que este soberano volvió a poblar y reconstruir el castillo. Es a partir de este período que comenzó la construcción de la torre heptagonal del castillo y en 1342 todavía se estaba trabajando en la muralla. En la época del reinado de Fernando I, en 1376, se citan nuevas obras. También entre 1412 y 1423, y entre 1435 y 1459, posiblemente con vistas a adaptar el castillo a la función de palacio para sus alcaldes.
El asentamiento y su castillo aparecen en el Libro de las Fortalezas de Duarte de Armas (c. 1509), destacando la cerca de la ciudad reforzada por varias torres, de planta hexagonal y pentagonal, dispuestas a intervalos regulares, la mayoría con balcones matacanes, y el castillo rodeado por una barbacana. Las obras, en este período, estaban bajo la responsabilidad del maestro bisqueño Pero Lopes.
El municipio de Freixo fue suprimido y anexionado al de Torre de Moncorvo en 1896, sin embargo, tras el malestar perseverante de sus habitantes, fue restablecido el 13 de enero de 1898.

## Demografía
| Gráfica de evolución demográfica de Freixo de Espada à Cinta entre 1864 y 2021 |
|                                                                                |
| Datos según el nomenclátor publicado por el INE portugués.                     |

Antes de la reforma administrativa de enero de 2013, que redujo el número de freguesias, el municipio de Freixo estaba dividido en 6 freguesias. Las freguesias desaparecidas en el proceso fueron Fornos, Freixo de Espada à Cinta, Lagoaça, Mazouco
Tras la reforma administrativa de 2013, el número de freguesias se redujo a 4:

## Organización territorial
Las freguesias de Freixo de Espada à Cinta son las siguientes:
- Freixo de Espada à Cinta e Mazouco
- Lagoaça e Fornos
- Ligares
- Poiares